# Grand Prix der Volksmusik
Der Grand Prix der Volksmusik war ein von 1986 bis 2010 jährlich stattfindender Wettbewerb volkstümlicher Musik, der von Hans R. Beierlein ins Leben gerufen wurde. Zunächst nahmen nur Künstler aus Deutschland, Österreich und der Schweiz teil. Seit 2000 nahm auch Südtirol an diesem Wettbewerb teil und hatte in diesen elf Jahren fünfmal den Sieger gestellt. Rekordsieger ist die Schweiz mit insgesamt acht Siegen.
Dieser Grand Prix wurde als Koproduktion von ORF, ZDF, SF DRS und Rai Sender Bozen von der „Arbeitsgemeinschaft zur Förderung der musikalischen Unterhaltung“ (in Österreich unter Vorsitz von Günter Tolar) veranstaltet. Am 15. September 2010 verkündeten die austragenden Sender wegen zu niedriger Einschaltquoten das Aus für den Grand Prix.
| Jahr | Austragungsort | Sieger                                                       | Siegertitel                          |
| ---- | -------------- | ------------------------------------------------------------ | ------------------------------------ |
| 1986 | Wien           | Nella Martinetti (Schweiz)                                   | „Bella Musica“                       |
| 1987 | Dortmund       | Maja Brunner (Schweiz)                                       | „Das kommt uns spanisch vor“         |
| 1988 | Zürich         | Original Naabtal Duo (Deutschland)                           | „Patrona Bavariae“                   |
| 1989 | Linz           | Stefan Mross (Deutscher für Österreich startend)             | „Heimwehmelodie“                     |
| 1990 | Saarbrücken    | Kastelruther Spatzen (Südtiroler für Deutschland startend)   | „Tränen passen nicht zu dir“         |
| 1991 | Innsbruck      | Alpentrio Tirol (Österreich)                                 | „Hast a bisserl Zeit für mi“         |
| 1992 | Zürich         | Stefanie Hertel (Deutschland)                                | „Über jedes Bacherl geht a Brückerl“ |
| 1993 | Rostock        | Die jungen Klostertaler (Österreich)                         | „An a Wunder hob i g'laubt“          |
| 1994 | Zürich         | Henry Arland mit Hansi und Maxi (Deutschland)                | „Echo der Berge“                     |
| 1995 | Wien           | Géraldine Olivier (Schweiz)                                  | „Nimm dir wieder einmal Zeit“        |
| 1996 | Mainz          | Daniela und Dirk (Schweiz)                                   | „Monte Cristallo“                    |
| 1997 | Zürich         | Sandra Weiss (Schweiz)                                       | „Ich suche nicht das Paradies“       |
| 1998 | Wien           | Francine Jordi (Schweiz)                                     | „Das Feuer der Sehnsucht“            |
| 1999 | Erfurt         | Monique (Schweiz)                                            | „Einmal so, einmal so“               |
| 2000 | Zürich         | Oswald Sattler & Jantje Smit (Südtirol)                      | „Ich zeig dir die Berge“             |
| 2001 | Wien           | Marianne Cathomen (Schweiz)                                  | „Hey Baby, küss mich noch mal“       |
| 2002 | Meran          | Nockalm Quintett & Stephanie (Österreich)                    | „Dort auf Wolke Sieben“              |
| 2003 | Rust           | Marc Pircher (Österreich)                                    | „Hey Diandl, spürst es so wia i“     |
| 2004 | Wien           | Die Ladiner (Südtirol)                                       | „Beuge dich vor grauem Haar“         |
| 2005 | Zürich         | Die Psayrer mit Barbara (Südtirol)                           | „Berge im Feuer“                     |
| 2006 | München        | Rudy Giovannini, Belsy und der Coro Monti Pallidi (Südtirol) | „Salve Regina“                       |
| 2007 | Wien           | Sigrid & Marina mit den Zillertaler Haderlumpen (Österreich) | „Alles hat zwei Seiten“              |
| 2008 | Zürich         | Die Klostertaler (Österreich)                                | „Heimat ist dort wo die Berge sind“  |
| 2009 | München        | Vincent und Fernando (Südtirol)                              | „Der Engel von Marienberg“           |
| 2010 | Wien           | Belsy und Florian Fesl (Deutschland)                         | „I hab Di gern“                      |